# Jim Dobbin
James "Jim" Dobbin, född 26 maj 1941 i Kincardine i Fife i Skottland, död 6 september 2014 i Słupsk i Polen, var en brittisk parlamentsledamot för Labour och Co-operative Party. Han representerade valkretsen Heywood and Middleton North sedan 1997. Innan dess var han ledare för kommunfullmäktige i Rochdale.